# TBS歌えファンファーレ
『TBS歌えファンファーレ』（ティービーエスうたえファンファーレ）は、1971年10月12日から1973年3月20日までTBS系列局で放送されていたTBS製作の歌謡番組である。

## 概要
『TBS歌のグランプリ』に替わってスタートした火曜20:00枠の歌謡番組。この時間帯の歌謡番組第1弾『歌え太陽』で司会を務めていた高橋圭三が6年ぶりに司会に復帰した。他に小鹿ミキなどがレギュラー出演していた。
番組は、「ライバル登場」「今週の新人」「スターの決定的瞬間」の3つのコーナーによって構成されていた。

## スタッフ
- 構成：松原史明、保富康午
- 音楽：宮川泰、半間厳一、長洲忠彦、小谷充
- 振付：一の宮はじめ、西条満、浦辺日佐夫
- 演出：西内綱一、吉岡英樹、小松敬、吉田恭爾
- プロデューサー：砂田実
- 制作著作：TBS

## 放送時間
いずれも日本標準時。
- 火曜 20:00 - 20:56 （1971年10月12日 - 1972年9月）
- 火曜 20:00 - 20:55 （1972年10月 - 1973年3月20日） - 『JNNフラッシュニュース』（20:56 - 21:00）の拡大に伴い、放送枠が1分縮小。